# Richie Regan
Richard Joseph Regan (ur. 30 listopada 1930 w Newark, zm. 24 grudnia 2002 w Neptune) – amerykański koszykarz, występujący na pozycjach obrońcy, uczestnik meczu gwiazd NBA, trener koszykarski.
W latach 1953–1955 służył w Marines.

## Osiągnięcia
NCAA
- Mistrz turnieju NIT (1953)[2]
- MVP East-West College All-Star Game (1953)[1]
- Uczelnia Seton Hall zastrzegła należący do niego numer 12

NBA
- Uczestnik NBA All-Star Game (1957)[3]